# Blacqueville
 Blacqueville  es una población y comuna francesa, en la región de Alta Normandía, departamento de Sena Marítimo, en el distrito de Rouen y cantón de Pavilly.

## Geografía
Está situada a 25 km de Ruan, entre las ciudades de Barentin e Yvetot, y próxima a las comunas de Fréville, Carville-la-Folletière, Mesnil-Panneville, Mont-de-l'If, Croix-Mare, La Folletière, Villers-Écalles, Bouville, Betteville ...
Son ciudades próximas a Blacqueville Yvetot, Barentin y Duclair a 10 km; Maromme a 16 km; Déville-lès-Rouen y Canteleu a 17 km.

## Historia
El topónimo significa "el dominio de Blakkr", nombre de persona nórdico antiguo.

## Demografía
| 337 | 340 | 288 | 446 | 529 | 536 |
| Para los censos de 1962 a 1999 la población legal corresponde a la población sin duplicidades (Fuente: INSEE [Consultar]) |     |     |     |     |     |